# ریکاردو مونتالبان

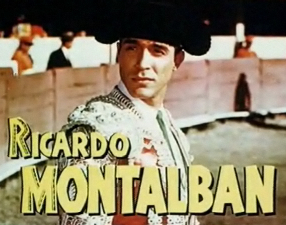

ریکاردو مونتالبان (به اسپانیایی: Ricardo Montalbán) (زاده ۲۵ نوامبر ۱۹۲۰ - درگذشته ۱۴ ژانویه ۲۰۰۹) بازیگر مکزیکی است.
ازجمله فیلم‌های معروف که او در آن بازی کرده می‌توان به پیشتازان فضا ۲:خشم خان ،بچه‌های جاسوس ۲، بچه‌های جاسوس ۳ و سلاح عریان: پرونده‌های جوخه پلیس! و سوئیت چریتی اشاره کرد.